# Société d'échecs de Solingen
La Société d'échecs de Solongen (en allemand : Schachgesellschaft Solingen e. V.) est un club d'échecs de la ville de Solingen, située en Rhénanie-du-Nord-Westphalie. Il est auréolé de plusieurs titres de champion d'Europe et d'Allemagne.

## Histoire du club
Le club est né en 1996 de la fusion des clubs Solinger Schachgesellschaft 1868 et SG Aljechin Solingen. Il est basé à Solingen et compte actuellement neuf équipes allant du district au niveau fédéral. 
Jusqu'en 1996, le club s'appelait le Solinger SG 1868. Il change alors de nom pour  Schachgesellschaft 1868-Aljechin Solingen (Société d'échecs 1868-Alekhine Solingen), qu'il garde jusqu'en 2009. Le SG Solingen est un club d'échecs allemand traditionnel et prospère. Son équipe première joue en Bundesliga et sa deuxième équipe en deuxième Bundesliga Ouest (en 2020). Il est le seul club à côté du SK Hambourg, à avoir joué de manière ininterrompue en première Bundesliga depuis la création de celle-ci en 1980.

## Palmarès
L'équipe première, qui joue en Bundesliga, est l'une des équipes les plus performantes d'Allemagne. Ses succès incluent deux victoires en Coupe d'Europe des clubs (en 1976 et 1990), et lors des championnats d'Allemagne par équipe en 1969, 1971, 1972, 1973, 1974, 1975, 1980 et, après l'inauguration de la Bundesliga, en 1980 / 81, il remporte les championnats de1986-1987 et 1987/1988, 1996/1997 et 2015/2016, soit un total de 12 titres de champion d'Allemagne. L'ex-champion du monde Boris Spassky emmenait l'équipe notamment lors des succès en championnat de 1986/87 et 1987/1988 . 
Le SG Solingen remporte la Coupe d'Allemagne d'échecs par équipe en 1986, 2006 et 2009. 
Le club participe aussi au championnat d'Allemagne de blitz. Il s'adjuge le titre de champion en 1986, 1996, 2000 et 2002.

## Palmarès jeune
En 2016, le SG Solingen est devenu champion d'Allemagne des clubs des moins de 14 ans.

## Personnalités de l'association
Herbert Scheidt (mort en mai 2018) a occupé des postes clés à partir de 1963 : directeur de jeu, et premier Président notamment). Il est impliqué dans tous les succès de l'équipe première, et également en tant que joueur en 1974. En tant que chef d'équipe de l'équipe première, il était le capitaine d'équipe le plus âgé de la Bundesliga.

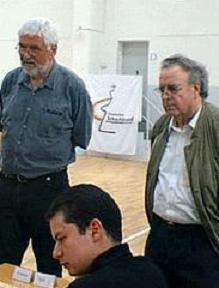
Hans Besser (champion d'Allemagne (RFA) en 1967), Joël Lautier et Egon Evertz, ancien président du SG Solingen (2002)

Joël Lautier (vice-président de la Fédération française des échecs) joue pendant plusieurs années pour le club d'échecs de Solingen, avec lequel il a remporté le championnat d'Allemagne de blitz par équipe, à domicile, en 2002. 

## Structures du club
Le premier président actuel de la SG Solingen est Oliver Kniest. La société revendiquait 130 membres en janvier 2017, ce qui en fait le plus grand club d'échecs du district d'échecs du Pays de Berg.

## Effectif actuel (top 20)
En date du 2 Avril 2020, les joueurs suivants étaient inscrits à la société d'échecs de Solingen:
|     | Nom de famille        | Numéro de tournoi DWZ | Elo  | Titre FIDE |
| --- | --------------------- | --------------------- | ---- | ---------- |
| 1   | Anish Giri            | 2754-100              | 2764 | GMI        |
| 2   | Pentala Harikrishna   | 2696-96               | 2719 | GMI        |
| 3   | Jorden van Foreest    | 2695-128              | 2682 | GMI        |
| 4e  | Markus Ragger         | 2661-119              | 2679 | GMI        |
| 5   | Surya Shekhar Ganguly | 2653-17               | 2635 | GMI        |
| 6e  | Robin van Kampen      | 2634-88               | 2658 | GMI        |
| 7e  | Loek van Wely         | 2630-140              | 2615 | GMI        |
| 8e  | Aryen Tari            | 2623-59               | 2634 | GMI        |
| 9   | Erwin l'Ami           | 2608-139              | 2620 | GMI        |
| dix | Predrag Nikolić       | 2603-79               | 2562 | GMI        |
| 11  | Mads Andersen         | 2597-94               | 2585 | GMI        |
| 12  | Chanda Sandipan       | 2575-103              | 2543 | GMI        |
| 13  | Jan Smeets            | 2575-66               | 2585 | GMI        |
| 14e | Borki Predojević      | 2571-60               | 2601 | GMI        |
| 15e | Artur Youssoupov      | 2528-94               | 2559 | GMI        |
| 16  | Alexander Naumann     | 2514-144              | 2539 | GMI        |
| 17e | Florian Handke        | 2504-118              | 2540 | GMI        |
| 18e | Robert Kreisl         | 2422-107              | 2401 | MI         |
| 19e | Georg Halvax          | 2392-11               | 2416 | MI         |
| 20e | Jörg Wegerle          | 2376-182              | 2401 | MI         |

## Littérature
- Frank Füllbeck (éditeur): Grands esprits. Histoire du club d'échecs culte Aljechin Solingen e. V. , o. O., 1993
- Solinger Schachgesellschaft 1868 (éd.): 100 ans Solinger Schachgesellschaft 1868 e. V., auto-publié en 1968.